# Nora Ephron
Nora Ephron (Nova Iorque, 19 de maio de 1941 - 26 de junho de 2012) foi uma diretora de cinema, produtora, roteirista e escritora estadunidense.
Seus pais foram os dramaturgos Henry e Phoebe Ephron e desde cedo acostumou-se a viver no meio de pessoas famosas e influentes.
Ficou conhecida pelos artigos que escreveu para a revista estadunidense Esquire na década de 1970. Esses artigos geraram o livro Crazy Salad, que virou best seller.
Sua transição para o cinema aconteceu com o roteiro de Silkwood - O retrato de uma coragem, em 1983 e, menos de uma década depois, dirigiu o primeiro filme, Sintonia de amor.
Foi casada com o novelista Dan Greenburg e com o jornalista investigativo Carl Bernstein, com quem teve dois filhos. Atualmente, era casada desde 1987 com o jornalista e roteirista Nicholas Pileggi, autor do roteiro do filme Os bons companheiros.
Faleceu em 26 de junho de 2012, vítima de pneumonia agravada pela leucemia.

## Atuação

### Como diretora e roteirista
- 2009 - Julie & Julia
- 2005 - Bewitched (br: A feiticeira — pt: Casei com uma feiticeira)
- 2000 - Lucky Numbers (br: Bilhete premiado — pt:)
- 1999 - You've Got Mail (br: Mensagem para você — pt: Você tem uma mensagem)
- 1996 - Michael (br: Michael - Anjo e sedutor — pt: Michael)
- 1994 - Mixed Nuts (br: Um dia de louco — pt:)
- 1993 - Sleepless in Seattle (br / pt: Sintonia de amor)
- 1992 - This Is My Life (br: Esta é minha vida — pt:)

### Como roteirista
- 2000 - Hanging Up (br / pt: Linhas cruzadas)
- 1990 - My Blue Heaven (br / pt: Meu pequeno paraíso)
- 1989 - When Harry Met Sally... (br: Harry e Sally - Feitos um para o outro — pt: Um amor inevitável)
- 1989 - Cookie (br:   — pt:)
- 1986 - Heartburn (br / pt: A difícil arte de amar)
- 1983 - Silkwood (br: Silkwood - O retrato de uma coragem — pt: Reacção em cadeia)

### Como atriz
- 1992 - Husbands and Wives (br: Maridos e esposas  — pt: Maridos e mulheres)
- 1989 - Crimes and Misdemeanors (br: Crimes e pecados — pt: Crimes e escapadelas)

## Prêmios e indicações
Oscar (EUA)
- Recebeu três indicações na categoria de "Melhor Roteiro Original", por Silkwood - O Retrato de Uma Coragem (1983), Harry e Sally: Feitos um Para o Outro (1989) e Sintonia de Amor (1993).

Globo de Ouro (EUA)
- Recebeu uma indicação na categoria de "Melhor Roteiro", por Harry e Sally: Feitos um Para o Outro (1989).

BAFTA (Reino Unido)
- Venceu na categoria de "Melhor Roteiro Original", por Harry e Sally: Feitos um Para o Outro (1989).
- Foi indicada na categoria de  "Melhor Roteiro Original" por Sintonia de Amor(1993).

Framboesa de Ouro (EUA)
- Recebeu uma indicação na categoria de "Pior Diretor" por A Feiticeira (2005).
- Recebeu uma indicação na categoria de "Pior Roteiro" por A Feiticeira (2005).